# Мармонтель, Антуан
Антуан Франсуа Мармонтель (фр. Antoine-François Marmontel; 16 июля 1816, Клермон-Ферран — 16 января 1898, Париж) — французский композитор, профессор, преподаватель Парижской консерватории по фортепиано.

## Биография
Мармонтель родился 16 июля 1816 года в городе Клермон-Ферран. С 1827 года учился в Парижской консерватории игре на фортепиано у Пьера Циммермана, композиции у Фроманталя Галеви и Ж. Ф. Лесюэра, гармонии у Виктора Дурлена. Благодаря своим способностям Антуан Мармонтель получил первые премии по сольфеджио и фортепиано и в 1838 году стал уже ассистентом профессора консерватории по сольфеджио, а с 1848 года помогал профессору Циммерману.
Мармонтель является одним из крупнейших представителей французской школы фортепианной педагогики второй половины XIX века. В 1848—1887 годах был профессором Парижской консерватории. Среди его учеников, в частности, композиторы Жорж Бизе, Клод Дебюсси, Эмиль Вальдтейфель, пианисты Луи Дьемер, Маргерит Лонг, Франсис Планте, а также Шарль Борд, Антон Симон, Теодор Лак и многие другие. Преподавание было любимым делом Мармонтеля, которому он отдавал силы всю свою жизнь.
Скончался 16 января 1898 года в Париже.

## Музыкальные произведения
Мармонтель написал большое количество произведений, около 200 опусов. Среди них ноктюрны и романсы, а также этюды, необходимые для его учеников в консерватории.
- «L’Art de déchiffrer» (в сборник вошли «Сто простых этюдов») .
- 1847 — «École élémentaire de mécanisme et de style» (состоящий из 24 этюдов)
- «Étude de mécanisme»
- «Cinq études de salon»
- «L’Art de déchiffrer à quatre mains»
- 1887 — «Enseignement progressif et rationnel du piano».

## Фамильные связи
- Антуан Франсуа Мармонтель — внучатый племянник писателя Жана-Франсуа Мармонтеля.
- Сын Антуана Мармонтеля Антонен стал преподавателем фортепиано в Парижской консерватории.